# Interzonenturnier Portorož 1958
Das Interzonenturnier 1958 des Schachweltverbandes FIDE fand von August bis September 1958 in der jugoslawischen (slowenischen) Stadt Portorož statt. Es nahmen 21 Spieler teil. Die Plätze 1 bis 6 berechtigten in der Folge zur Teilnahme am Kandidatenturnier in verschiedenen jugoslawischen Städten.

## Abschlusstabelle
|     | Name                 | 1 | 2 | 3 | 4 | 5 | 6 | 7 | 8 | 9 | 10 | 11 | 12 | 13 | 14 | 15 | 16 | 17 | 18 | 19 | 20 | 21 | Gesamt |
| --- | -------------------- | - | - | - | - | - | - | - | - | - | -- | -- | -- | -- | -- | -- | -- | -- | -- | -- | -- | -- | ------ |
| 1.  | Michail Tal          |   | ½ | ½ | 1 | ½ | ½ | ½ | ½ | 0 | 1  | ½  | 1  | 1  | ½  | ½  | 1  | ½  | 1  | ½  | 1  | 1  | 13½    |
| 2.  | Svetozar Gligorić    | ½ |   | ½ | ½ | 0 | ½ | ½ | ½ | ½ | ½  | 1  | 1  | ½  | ½  | 1  | 1  | 0  | 1  | 1  | 1  | 1  | 13     |
| 3.  | Tigran Petrosjan     | ½ | ½ |   | ½ | ½ | ½ | ½ | ½ | 1 | ½  | 1  | ½  | ½  | ½  | ½  | 0  | 1  | 1  | 1  | ½  | 1  | 12½    |
| 4.  | Pál Benkő            | 0 | ½ | ½ |   | ½ | 1 | ½ | 1 | 1 | ½  | ½  | 0  | ½  | 1  | ½  | ½  | ½  | ½  | 1  | 1  | 1  | 12½    |
| 5.  | Friðrik Ólafsson     | ½ | 1 | ½ | ½ |   | 1 | 0 | 1 | ½ | 1  | ½  | ½  | ½  | ½  | 0  | 1  | 0  | 0  | 1  | 1  | 1  | 12     |
| 6.  | Bobby Fischer        | ½ | ½ | ½ | 0 | 0 |   | ½ | ½ | ½ | ½  | ½  | ½  | ½  | 1  | ½  | 1  | 1  | ½  | 1  | 1  | 1  | 12     |
| 7.  | Dawid Bronstein      | ½ | ½ | ½ | ½ | 1 | ½ |   | ½ | ½ | ½  | 1  | ½  | ½  | ½  | ½  | ½  | 1  | ½  | 0  | ½  | 1  | 11½    |
| 8.  | Juri Awerbach        | ½ | ½ | ½ | 0 | 0 | ½ | ½ |   | 1 | 0  | ½  | ½  | ½  | 1  | 1  | 1  | ½  | 1  | ½  | ½  | 1  | 11½    |
| 9.  | Aleksandar Matanović | 1 | ½ | 0 | 0 | ½ | ½ | ½ | 0 |   | 1  | ½  | ½  | ½  | ½  | ½  | 1  | 1  | ½  | 1  | ½  | 1  | 11½    |
| 10. | László Szabó         | 0 | ½ | ½ | ½ | 0 | ½ | ½ | 1 | 0 |    | ½  | ½  | 1  | ½  | 0  | ½  | 1  | 1  | 1  | 1  | 1  | 11½    |
| 11. | Luděk Pachman        | ½ | 0 | 0 | ½ | ½ | ½ | 0 | ½ | ½ | ½  |    | ½  | ½  | ½  | 1  | 1  | 1  | ½  | 1  | 1  | 1  | 11½    |
| 12. | Óscar Panno          | 0 | 0 | ½ | 1 | ½ | ½ | ½ | ½ | ½ | ½  | ½  |    | ½  | 1  | ½  | ½  | 1  | ½  | 1  | ½  | ½  | 11     |
| 13. | Miroslav Filip       | 0 | ½ | ½ | ½ | ½ | ½ | ½ | ½ | ½ | 0  | ½  | ½  |    | ½  | 1  | ½  | ½  | ½  | 1  | 1  | 1  | 11     |
| 14. | Raúl Sanguineti      | ½ | ½ | ½ | 0 | ½ | 0 | ½ | 0 | ½ | ½  | ½  | 0  | ½  |    | 1  | ½  | 1  | 1  | ½  | 1  | ½  | 10     |
| 15. | Oleg Nejkirch        | ½ | 0 | ½ | ½ | 1 | ½ | ½ | 0 | ½ | 1  | 0  | ½  | 0  | 0  |    | 0  | ½  | 1  | 1  | ½  | 1  | 9½     |
| 16. | Bent Larsen          | 0 | 0 | 1 | ½ | 0 | 0 | ½ | 0 | 0 | ½  | 0  | ½  | ½  | ½  | 1  |    | 1  | 1  | ½  | 0  | 1  | 8½     |
| 17. | James Sherwin        | ½ | 1 | 0 | ½ | 1 | 0 | 0 | ½ | 0 | 0  | 0  | 0  | ½  | 0  | ½  | 0  |    | 1  | 0  | 1  | 1  | 7½     |
| 18. | Héctor Rossetto      | 0 | 0 | 0 | ½ | 1 | ½ | ½ | 0 | ½ | 0  | ½  | ½  | ½  | 0  | 0  | 0  | 0  |    | 1  | ½  | 1  | 7      |
| 19. | Rodolfo Tan Cardoso  | ½ | 0 | 0 | 0 | 0 | 0 | 1 | ½ | 0 | 0  | 0  | 0  | 0  | ½  | 0  | ½  | 1  | 0  |    | 1  | 1  | 6      |
| 20. | Boris de Greiff      | 0 | 0 | ½ | 0 | 0 | 0 | ½ | ½ | ½ | 0  | 0  | ½  | 0  | 0  | ½  | 1  | 0  | ½  | 0  |    | 0  | 4½     |
| 21. | Géza Füster          | 0 | 0 | 0 | 0 | 0 | 0 | 0 | 0 | 0 | 0  | 0  | ½  | 0  | ½  | 0  | 0  | 0  | 0  | 0  | 1  |    | 2      |